# Cylichnus pilosulus
Cylichnus pilosulus är en skalbaggsart som beskrevs av Hermann Burmeister 1844. Cylichnus pilosulus ingår i släktet Cylichnus och familjen Melolonthidae. Inga underarter finns listade i Catalogue of Life.